# 김성경 (배우)
김성경(1977년 9월 12일~)은 대한민국의 배우이다.

## 학력
- 부산동여자고등학교 (졸업)
- 신라대학교 무용학과 한국무용 전공 (졸업)

## 주요 사항
- 부산직할시에서 출생하여 부산동여자고등학교를 졸업하고 신라대학교 무용학과에서 한국무용을 전공하였으며 각종 영화, 드라마 등의 작품에서 주연급으로 활동해왔다.
- 1989년 북아메리카 미국 으로 이밈하고 미국 로스엔젤레스 연극배우 하였다.
- 1990년 대한민국 돌아 온뒤 대한민국 부산 연극배우 데뷔 이전 하여 데뷔 하였다.
- 1991년 대한민국 돌아 온뒤 대한민국 서울 연극배우 데뷔 이전 하여 데뷔 하였다.
- 1992년 대한민국 돌아 온뒤 대한민국 인천 연극배우 데뷔 이전 하여 데뷔 하였다.
- 2003년 KBS 2TV 《헬로! 발바리》를 잠시 마지막으로 기업들의 각종 행사를 장식하는 파티스타일리스트로서 활동해왔다가[1] 2013년 KBS 1TV 《지성이면 감천》으로 안방극장에 돌아왔다. 그러나 2015년 MBC 《여왕의 꽃》 이후 연기 활동을 또다시 중단했다.
- 그러던중 2021년부터 활동명을 본명인 김성경으로[2] 바꾸었으며, 그 이후부터는 해당 이름으로 새롭게 활동할 예정이다.

## 출연작

### 텔레비전 드라마/시트콤
- 2015년 MBC 《여왕의 꽃》 - 신지수 역
- 2013년 tvN 《환상거탑》- 고유미 역
- 2013년 MBC QueeN 《네일샵 파리스》- 금미려 역
- 2013년 KBS1 《지성이면 감천》- 최이영 역
- 2003년 KBS2 《헬로! 발바리》- 미나 역
- 2002년 MBC 《사랑을 예약하세요》- 장승리 역
- 2001년 KBS2 《KBS 드라마시티 - 도시괴담 '비명'》
- 2001년 KBS1 《우리가 남인가요》- 서미연 역
- 2001년 KBS2 《귀여운 여인》- 독고진 역
- 2001년 MBC 《MBC 베스트극장 - 거꾸로 가는 남자》
- 2000년 KBS2 《RNA》- 홍수지 역
- 2000년 KBS2 《멋진 친구들》
- 2000년 SBS 《백정의 딸》
- 1999년~2000년 SBS 《LA아리랑》 - 주다영 역

### 영화
- 2002년 《라이터를 켜라》 - 싸가지 역
- 2001년 《세이 예스》 - 드라이브 커플 여 역

### 방송
- 2000년~2001년 MBC 《목표달성! 토요일》
- 2000년~2001년 SBS 《좋은 친구들》
- 2000년 10월 24일~2001년 4월 9일 MBC 표준FM 《뮤직토크 김채연입니다》 (DJ)

### 뮤직비디오
- 2000년 조성모 - 다음 사람에게는
- 2001년 애즈원 - 천만에요

### 광고
- 경남제약 레모나
- LG생활건강 레모니아
- OB맥주 OB 라거
- 데이콤 천리안
- 롯데제과 칙촉
- 유한킴벌리 좋은느낌
- SK텔레콤 SKY
- 한불화장품 바탕

## 경력
- 2007년 9월~2017년: Party by S 대표.